# Markt Hartmannsdorf
Markt Hartmannsdorf là một đô thị thuộc huyện Weiz thuộc bang Steiermark, nước Áo. Đô thị Markt Hartmannsdorf có diện tích 29,25 km², dân số thời điểm năm 2006 là 3000 người.